# 12-Stunden-Rennen von Sebring 1999

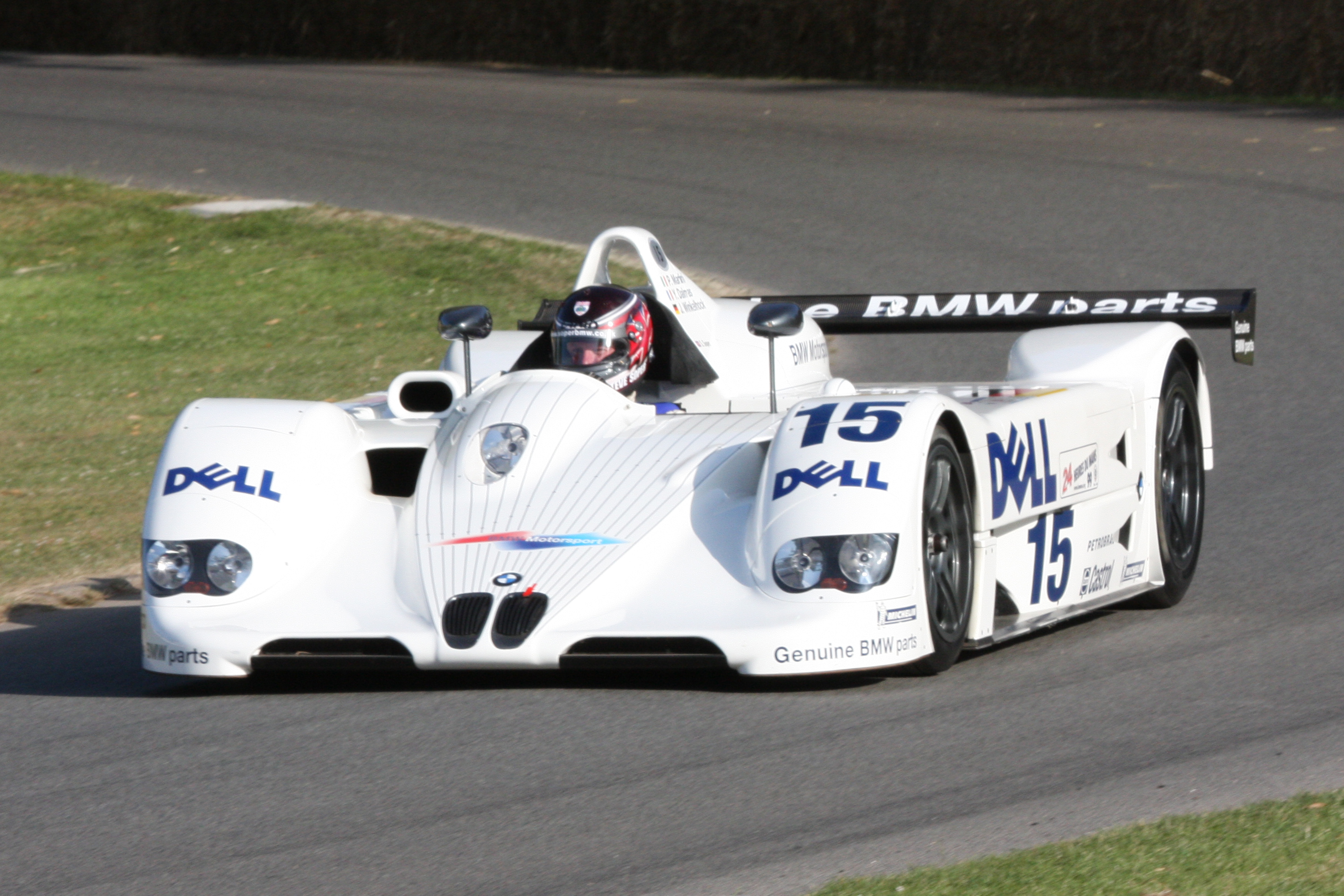
Erster Siegerwagen der American Le Mans Series, der BMW V12 LMR

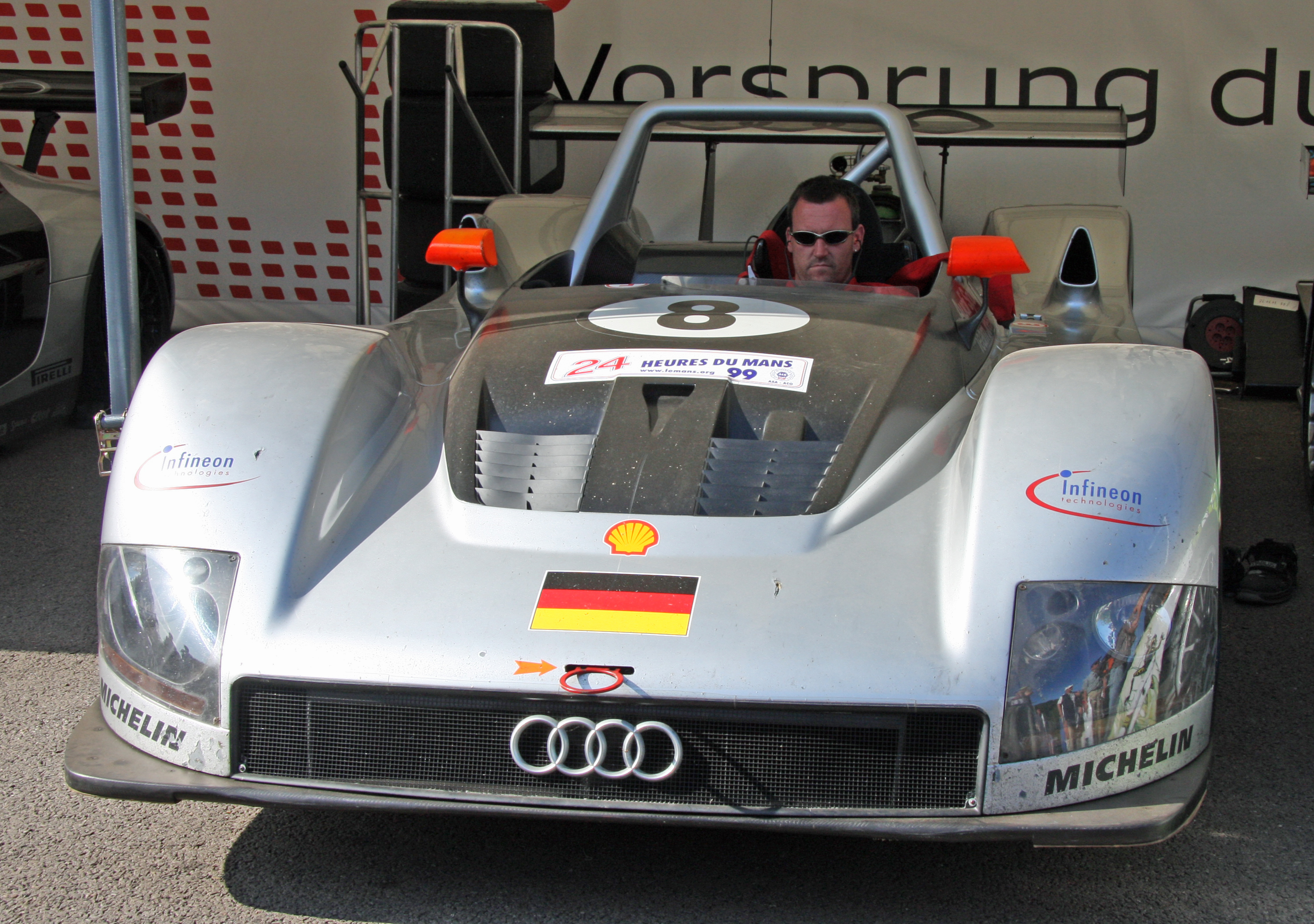
Gab in Sebring 1999 sein Renndebüt; der Audi R8R

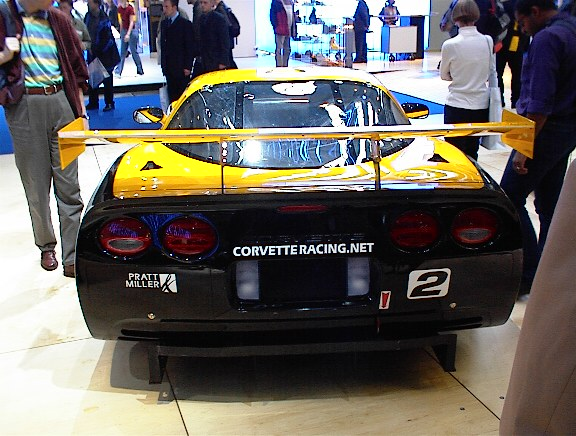
Heck einer Chevrolet Corvette C5-R

Das 47. 12-Stunden-Rennen von Sebring, auch The 47th Annual Superflo 12 Hours of Sebring predented by The New Dodge, Sebring International Reacewy, fand am 20. März 1999 auf dem Sebring International Raceway statt und war der erste Wertungslauf der ALMS-Saison 1999.

## Vor dem Rennen
1998 hatte die IMSA mit großen Problemen ihrer GT-Serie zu kämpfen. Durch die Etablierung der United States Road Racing Championship gingen Veranstalter, Teams und prominente Fahrer verloren. Organisator Don Panoz gründete daher mit Unterstützung der IMSA eine neue Serie. Panoz gelang die Verbindung einer neuen nordamerikanischen Sportwagenserie mit dem 24-Stunden-Rennen von Le Mans. Panoz übernahm das sportliche und technische Reglement des Automobile Club de l’Ouest für die neue American Le Mans Series und öffnete die Serie damit für die Le-Mans-Prototypen.
Für Sebring ergaben sich nach Jahren des Stillstandes neue Perspektiven, da von nun viele Hersteller und Teams das Rennen in Florida für einen Test- und Probelauf für den Saisonhöhepunkt der Sportwagen in Le Mans nutzten.

## Das Rennen
Schnitzer Motorsport, das Einsatzteam von BMW bei den internationalen Sportwagen dieses Jahres, brachte den BMW V12 LMR, das Nachfolgemodell des BMW V12 LM, zum ersten Renneinsatz nach Sebring. Der V12 LMR basierte auf einer kompletten Neuentwicklung, die jedoch auf dem Motor des bis 1998 verwendeten V12 LM aufbaute. Das Fahrzeug war besonders auf Haltbarkeit ausgelegt. Entwicklungsvorgabe war das Bestehen der doppelten Le Mans-Distanz. Entwicklungsziel war es, die Renndistanz schadensfrei durchzufahren und Komponentenwechsel zu vermeiden. Die Chassisentwicklung erfolgte unter BMW-Verantwortung in einer BMW Facility in der Nähe von Oxford und wurde bei Williams F1 gefertigt. Als Motor kam im BMW V12 LMR der bewährte BMW S70-6,1 Liter-V12 aus dem McLaren F1 zum Einsatz. Zwei V12 LMR meldete BMW-Rennleiter Gerhard Berger, die von den Fahrerteams JJ Lehto/Jörg Müller/Tom Kristensen und Yannick Dalmas/Pierluigi Martini/Joachim Winkelhock gefahren wurden.
Für Audi war das 12-Stunden-Rennen von Sebring 1999 das erste Rennen im Motorsport als Werksteam überhaupt. Im Jahr 1997 waren mehrere Werke bei Langstreckenrennen aktiv, und so entschlossen sich die Verantwortlichen bei Audi und der Leitung von Wolfgang Ullrich 1998, ab 1999 auch teilzunehmen. Als Code des Projektes wurde R8 zugeteilt und ein V8-Turbomotor entwickelt. Audi beauftragte bei Dallara mit dem R8R einen offenen Roadster. Als Fahrer wurden Michele Alboreto, Rinaldo Capello, Stefan Johansson, Emanuele Pirro, Frank Biela und Perry McCarthy verpflichtet.
Neu war die GTS-Klasse, in der Chevrolet als Werksteam in den Sportwagensport kam. General Motors beauftragte die Firma Pratt & Miller aus Michigan, den neuen Rennwagen, als Chevrolet Corvette C5-R bezeichnet, zu entwickeln und aufzubauen und auch das Rennteam in Vorbereitung auf das Motorsportdebüt 1999 zu organisieren. Auch Riley & Scott unterstützte das Projekt, indem es für ein Jahr ein zweites Team leitete. Als das Team unter Zeitdruck stand, verwendeten Pratt & Miller und General Motors zum Testen des Motors und anderen Teilen, welche im späteren Rennwagen verwendet werden sollten, stark modifizierte Straßenwagen. Später wurde das Rennchassis entwickelt, welches nur noch in der Struktur Gemeinsamkeiten mit den Straßenwagen hatte. Eine Feuerschutzwand wurde direkt hinter dem Fahrersitz im Cockpit platziert, welche aber die Sicht nach hinten innerhalb des Fahrzeugs verhinderte. Am Heck wurden ein großer Diffusor und ein Heckflügel befestigt, während vorne ein Splitter angebaut und Öffnungen in die Motorhaube eingebracht wurden. Weiterhin wurden permanente Frontscheinwerfer verbaut, welche die Klappscheinwerfer des Straßenfahrzeugs ersetzten. In der Corvette C5-R arbeitete zu Beginn der Saison 1999 ein Sechsliter-V8-Motor, welcher auf dem LS1-Motor aus dem Straßenwagen basierte. Einige Monate später wurde dieser durch einen Siebenliter-V8-Motor ersetzt, welcher über die gesamte restliche Bauzeit der Corvette C5-R der Standardmotor blieb. Der von Katech Engine Development konstruierte Motor verwendete aber weiterhin Elemente des LS1-Motors aus dem Straßenwagen.
Das Rennen endete mit dem bisher knappsten Zieleinlauf in der Geschichte dieses Rennens. Der siegreiche BMW V12 LMR von Lethe, Kristensen und Müller hatte im Ziel nur einen Vorsprung von knapp 8 Sekunden auf den Riley & Scott Mk III von Butch Leitzinger, Elliott Forbes-Robinson und James Weaver.

## Ergebnisse

### Schlussklassement
| 1               | LMP | 42 | BMW Motorsport             | JJ Lehto Jörg Müller Tom Kristensen                                 | BMW V12 LMR             | 313 |
| 2               | LMP | 20 | Dyson Racing               | Butch Leitzinger Elliott Forbes-Robinson James Weaver               | Riley & Scott Mk III    | 313 |
| 3               | LMP | 77 | Audi Sport Team Joest      | Michele Alboreto Rinaldo Capello Stefan Johansson                   | Audi R8R                | 310 |
| 4               | LMP | 38 | Champion Racing            | Thierry Boutsen Bob Wollek Dirk Müller                              | Porsche 911 GT1 Evo     | 310 |
| 5               | LMP | 78 | Audi Sport Team Joest      | Emanuele Pirro Frank Biela Perry McCarthy                           | Audi R8R                | 304 |
| 6               | LMP | 12 | Doyle-Risi Racing          | Alex Caffi Juan Manuel Fangio II Wayne Taylor Max Angelelli         | Ferrari 333SP           | 294 |
| 7               | LMP | 15 | Hybrid R&D                 | Ross Bentley Chris Bingham Marc Duez                                | Riley & Scott Mk III    | 292 |
| 8               | LMP | 62 | Downing Atlanta            | Rich Grupp A. J. Smith Dennis Spencer                               | Kudzu DLM               | 290 |
| 9               | GTS | 56 | Martin Snow Racing         | Martin Snow Patrick Huisman Melanie Snow                            | Porsche 911 GT2         | 287 |
| 10              | GTS | 48 | Freisinger Motorsport      | Wolfgang Kaufmann Michel Ligonnet Lance Stewart                     | Porsche 911 GT2         | 285 |
| 11              | GT  | 23 | Alex Job Racing            | Kelly Collins Cort Wagner Darryl Havens                             | Porsche 911 Carrera RSR | 284 |
| 12              | LMP | 63 | Downing Atlanta            | Jim Downing Chris Ronson Steve Pelke                                | Kudzu DLY               | 281 |
| 13              | GT  | 22 | Alex Job Racing            | Randy Pobst Mike Fitzgerald David MacNeil                           | Porsche 911 Carrera RSR | 281 |
| 14              | GT  | 17 | Aasco Performance          | Mike Conte Bruno Lambert                                            | Porsche 911 Carrera RSR | 275 |
| 15              | GT  | 33 | Gallade                    | Ulli Richter Karl-Heinz Wlazik Ulrich Gallade                       | Porsche 993 Carrera RSR | 274 |
| 16              | GTS | 61 | Konrad Motorsport          | Charles Slater Peter Kitchak Mike Hezemans                          | Porsche 911 GT2         | 272 |
| 17              | GT  | 07 | G&W Motorsports            | Sylvain Tremblay Steve Marshall Danny Marshall Darren Law           | Porsche 911 GT2 Evo     | 268 |
| 18              | LMP | 28 | Intersport Racing          | Jon Field Ryan Jones Chris Goodwin                                  | Lola B98/10             | 268 |
| 19              | GT  | 54 | Bell Motorsports           | Stu Hayner Tony Kester Matt Drendel                                 | BMW M3                  | 268 |
| 20              | LMP | 31 | Genesis Racing             | Rick Fairbanks Dave Dullum Kurt Baumann                             | Riley & Scott Mk II     | 267 |
| 21              | GT  | 03 | Reiser Callas Rennsport    | Grady Willingham Craig Stanton Joel Reiser                          | Porsche 911 Carrera RSR | 262 |
| 22              | GTS | 3  | Corvette Racing            | Ron Fellows John Paul junior Chris Kneifel                          | Chevrolet Corvette C5-R | 262 |
| 23              | GTS | 49 | Freisinger Motorsport      | Michael Irmgratz Manfred Jurasz Brad Creger                         | Porsche 911 GT2         | 237 |
| 24              | GTS | 04 | CJ Motorsport              | John Morton John Graham Davy Jones                                  | Porsche 911 GT2         | 219 |
| 25              | LMP | 29 | Intersport Racing          | John Mirro Sam Brown Butch Brickell Andy Petery                     | Riley & Scott Mk III    | 199 |
| 26              | LMP | 44 | Autoexe Motorsports        | Franck Fréon Yōjirō Terada                                          | Autoexe LMP99           | 195 |
| 27              | GT  | 72 | Bell Motorsport            | Peter Baron James McCormick Leo Hindery Gian-Luigi Buitoni          | BMW M3                  | 190 |
| Ausgefallen     |     |    |                            |                                                                     |                         |     |
| 28              | LMP | 8  | Transatlantic Racing       | Scott Schubot Henry Camferdam Duncan Dayton                         | Riley & Scott Mk III    | 268 |
| 29              | GT  | 70 | Alegra Motorsport          | Scooter Gabel Carlos DeQuesada Ugo Colombo                          | Porsche 911 Carrera RSR | 258 |
| 30              | LMP | 74 | Robinson Racing            | Jack Baldwin George Robinson Irv Hoerr                              | Riley & Scott Mk III    | 243 |
| 31              | GT  | 7  | Prototype Technology Group | Mark Simo Brian Cunningham Johannes van Overbeek                    | BMW M3                  | 238 |
| 32              | LMP | 16 | Dyson Racing               | James Weaver Andy Wallace Dorsey Schroeder                          | Riley & Scott Mk III    | 218 |
| 33              | GT  | 46 | Team Transenergy           | Sam Shalala Shareef Malnik Andre Toennis Bill Rollwitz              | Porsche 911 Carrera RSR | 206 |
| 34              | GT  | 10 | Prototype Technology Group | Boris Said III Hans-Joachim Stuck Peter Cunningham                  | BMW M3                  | 200 |
| 35              | LMP | 2  | Panoz Racing               | Johnny O’Connell Jan Magnussen John Nielsen                         | Panoz Esperante GTR-1   | 198 |
| 36              | GT  | 02 | Reiser Callas Rennsport    | David Murry Johnny Mowlem                                           | Porsche 911 Carrera RSR | 197 |
| 37              | LMP | 0  | Team Rafanelli SRL         | Eric van de Poele David Saelens Tomáš Enge                          | Rafanelli Mk III        | 185 |
| 38              | GTS | 4  | Riley & Scott Inc.         | Andy Pilgrim John Heinricy Scott Sharp                              | Chevrolet Corvette C5-R | 157 |
| 39              | GTS | 83 | ARBJH Development          | Claudia Hürtgen Hubert Haupt Zak Brown                              | Porsche 911 GT2         | 149 |
| 40              | LMP | 43 | BMW Motorsport             | Yannick Dalmas Pierluigi Martini Joachim Winkelhock                 | BMW V12 LMR             | 135 |
| 41              | LMP | 26 | Price & Bscher             | Bill Auberlen Thomas Bscher Steve Soper                             | BMW V12 LM              | 127 |
| 42              | LMP | 5  | Whittington Brothers Inc.  | Don Whittington Hurley Haywood Dale Whittington                     | Riley & Scott Mk III    | 125 |
| 43              | LMP | 50 | Kopf Precision             | Kris Wilson Tim Moser                                               | Keiler Kll              | 122 |
| 44              | LMP | 36 | Doran Enterprises          | Tommy Kendall Jim Matthews Mark Dismore                             | Ferrari 333SP           | 118 |
| 45              | LMP | 27 | Doran Enterprises          | Didier Theys Mauro Baldi Fredy Lienhard                             | Ferrari 333SP           | 107 |
| 46              | LMP | 1  | Panoz Racing               | David Brabham Éric Bernard                                          | Panoz Esperante GTR-1   | 103 |
| 47              | GT  | 39 | Broadfoot Racing           | Stephen Earle Todd Snyder Allan Ziegelman Chris Mitchum             | Porsche 911 Carrera RSR | 100 |
| 48              | LMP | 95 | TRV Motorsport             | Jeret Schroeder Pete Halsmer Tom Volk Barry Waddell                 | Riley & Scott Mk III    | 87  |
| 49              | LMP | 18 | Dollahite Racing           | Mike Davies Bill Dollahite Doc Bundy                                | Ferrari 333SP           | 84  |
| 50              | GT  | 73 | Auto Sport South Inc.      | Kevin Wheeler Jack Refenning Brady Refenning Jake Vargo             | Porsche 911 Carrera RSR | 73  |
| 51              | GT  | 88 | Vanderhoof Racing          | Joe Varde Tim Ralston Blaise Alexander                              | Porsche 911 Carrera RSR | 71  |
| 52              | GTS | 50 | Johnson Autosport          | Robert Johnson Mike Hoke Tom McGlynn                                | Porsche 911 Turbo       | 70  |
| 53              | GTS | 99 | Schumacher Racing          | Robert Nearn Larry Schumacher John O’Steen                          | Porsche 911 GT2         | 65  |
| 54              | GTS | 55 | Saleen Allen Speedlab      | Terry Borcheller Ron Johnson Steve Saleen Darren Law                | Saleen SR               | 56  |
| 55              | LMP | 66 | Konrad Motorsport          | Jan Lammers Franz Konrad Tim Hubman                                 | Lola B98/10             | 48  |
| 56              | GT  | 76 | Team ARE                   | Peter Argetsinger Richard Polidori John McCaig                      | Porsche 993 Carrera RSR | 36  |
| 57              | GTS | 71 | DM Motorsports             | Arthur Pilla Bob Mazzuoccola David Kicak Mark Montgomery            | Porsche 911 GT2 Evo     | 32  |
| 58              | LMP | 11 | Doyle-Risi Racing          | Max Angelelli Didier de Radiguès Anthony Lazzaro                    | Ferrari 333SP           | 28  |
| Nicht gestartet |     |    |                            |                                                                     |                         |     |
| 59              | GT  | 25 | RWS Motorsport             | Hans-Jörg Hofer Luca Riccitelli Günther Blieninger Kersten Jodexnis | Porsche 993 Carrera RSR | 1   |
| 60              | LMP | 97 | Team Cascadia              | Ed Zabinski Shane Lewis Vic Rice                                    | Lola B98/10             | 2   |

1 nicht gestartet
2 nicht gestartet

### Nur in der Meldeliste
Hier finden sich Teams, Fahrer und Fahrzeuge, die ursprünglich für das Rennen gemeldet waren, aber aus den unterschiedlichsten Gründen daran nicht teilnahmen.
| Pos. | Klasse | Nr. | Team                  | Fahrer                                            | Chassis            |
| ---- | ------ | --- | --------------------- | ------------------------------------------------- | ------------------ |
| 61   | LMP    | 06  | Multimatic Motorsport | Scott Maxwell Danny Sullivan Harri Toivonen       | Lola B98/10        |
| 62   | GTO    | 13  | Wakul Technic         | Dale Walriven Mark Walriven                       | Chevrolet Camaro   |
| 63   | LMP    | 32  | Genesis Racing        | Chuck Goldsborough Jeff Altenburg Rick Fairbanks  | Hawk MD3R          |
| 64   | GTO    | 40  | Rankin Racing Inc.    | Hank Scott Toto Lassally Luis Sereix David Rankin | Chevrolet Camaro   |
| 65   | LMP    | 69  | Spreng Racing         | Gustl Spreng Kersten Jodexnis                     | Spice HC94         |
| 66   | GTO    | 82  | Greer Racing          | Dick Greer John Finger John Fergus                | Oldsmobile Cutlass |
| 67   | GTO    | 87  | John Annis Racing     | John Annis                                        | Chevrolet Camaro   |
| 68   | GT     | 89  | Broadfoot Racing      | Caroline Wright Scott Bove                        | Porsche 944 Turbo  |

### Klassensieger
| Klasse | Fahrer        | Fahrer          | Fahrer         | Fahrzeug                | Platzierung im Gesamtklassement |
| ------ | ------------- | --------------- | -------------- | ----------------------- | ------------------------------- |
| LMP    | JJ Lehto      | Jörg Müller     | Tom Kristensen | BMW V12 LMR             | Gesamtsieg                      |
| GTS    | Martin Snow   | Patrick Huisman | Melanie Snow   | Porsche 911 GT2         | Rang 9                          |
| GT     | Kelly Collins | Cort Wagner     | Darryl Havens  | Porsche 911 Carrera RSR | Rang 11                         |

### Renndaten
- Gemeldet: 68
- Gestartet: 58
- Gewertet: 27
- Rennklassen: 3
- Zuschauer: 103000
- Wetter am Renntag: warm und windig
- Streckenlänge: 5,955 km
- Fahrzeit des Siegerteams: 12:00:59,075 Stunden
- Gesamtrunden des Siegerteams: 313
- Gesamtdistanz des Siegerteams: 1863,781 km
- Siegerschnitt: 155,103 km/h
- Pole Position: JJ Lehto – BMW V12 LMR (#42) – 1:49,850 = 195,143 km/h
- Schnellste Rennrunde: Tomáš Enge – Riley & Scott Mk III (#0) – 1:51,608 = 192,069 km/h
- Rennserie: 1. Lauf zur ALMS-Saison 1999